# Almanzla
Almanzla (franska: Almanzla (CR), Almanzla (Commune Rurale), arabiska: عين لحصن) är en kommun i Marocko.   Den ligger i prefekturen Tanger-Assilah och regionen Tanger-Tétouan-Al Hoceïma, i den norra delen av landet, 190 km nordost om huvudstaden Rabat. Antalet invånare är 3 031.